# Elektromos eltolás
Az elektromos eltolás, dielektromos eltolás, elektromos gerjesztettség vagy villamos eltolás egy térvektor, mely a villamos teret annak gerjesztettsége, az elektromos dipól újrarendeződése és a villamos tér töltés-szétválasztó képessége alapján jellemzi. A villamos eltolási vektor a villamos tér adott pontjában a tér töltésszétválasztó képességét adja meg. 
Jele: {\displaystyle {\boldsymbol {D}}}
Mértékegysége:  {\displaystyle As \over m^{2}} vagy {\displaystyle C \over m^{2}} 
Az E elektromos térbe helyezett anyagban a polarizáció megváltoztatja az elektromos eltolási vonalak eloszlását, de egy zárt felületen átmenő számát nem. Lásd a Maxwell-egyenletek Ampère-törvényét. Az elektromos térerősség az anyagon belül csökken, de az elektromos eltolás nem, ez mindig a valódi töltések mennyiségétől függ.

## Az elektromos eltolás és a térerősség kapcsolata
A D vektor irányát a villamos eltolás és az elektromos (villamos) térerősség között homogén, izotróp anyagokban fennálló összefüggés határozza meg, amely a következő:
{\displaystyle {\boldsymbol {D}}=\varepsilon _{0}{\boldsymbol {E}}+{\boldsymbol {P}}\ =\varepsilon {\boldsymbol {E}}}
ahol:
ε:  a térrészenként homogén közeg elektromos permittivitása
E: az elektromos térerősség
P: a közeg polarizációja
a  permittivitás ε = ε0 εr, 
- εr: a dielektrikum relatív permittivitása
- ε0: a vákuum  permittivitása (konstans)

Lineáris, izotróp dielektrikumra a polarizáció: 
{\displaystyle {\boldsymbol {P}}=\varepsilon _{0}\chi _{e}{\boldsymbol {E}}=\varepsilon _{0}(\varepsilon _{r}-1){\boldsymbol {E}}}
ahol:  χe,  az elektromos szuszceptibilitás
{\displaystyle \varepsilon =\varepsilon _{r}\varepsilon _{0}=(1+\chi _{e})\varepsilon _{0}}
A   
{\displaystyle {\boldsymbol {D}}=\varepsilon _{0}{\boldsymbol {E}}+{\boldsymbol {P}}}
egyenlet differenciálásával és az I. Maxwell-egyenlet felhasználásával az eltolási áramsűrűséget kapjuk: 
{\displaystyle {\boldsymbol {J}}_{\boldsymbol {D}}=\varepsilon _{0}{\frac {\partial {\boldsymbol {E}}}{\partial t}}+{\frac {\partial {\boldsymbol {P}}}{\partial t}}}
Ez azt jelenti, hogy az eltolási áram létrejöttében szerepet játszik a jelenlévő anyag is, hiszen a polarizáció változása is eltolási áramot okoz és mágneses erőteret kelt. Ezt az áramot polarizációs áramnak nevezik.